# Экзергонические реакции

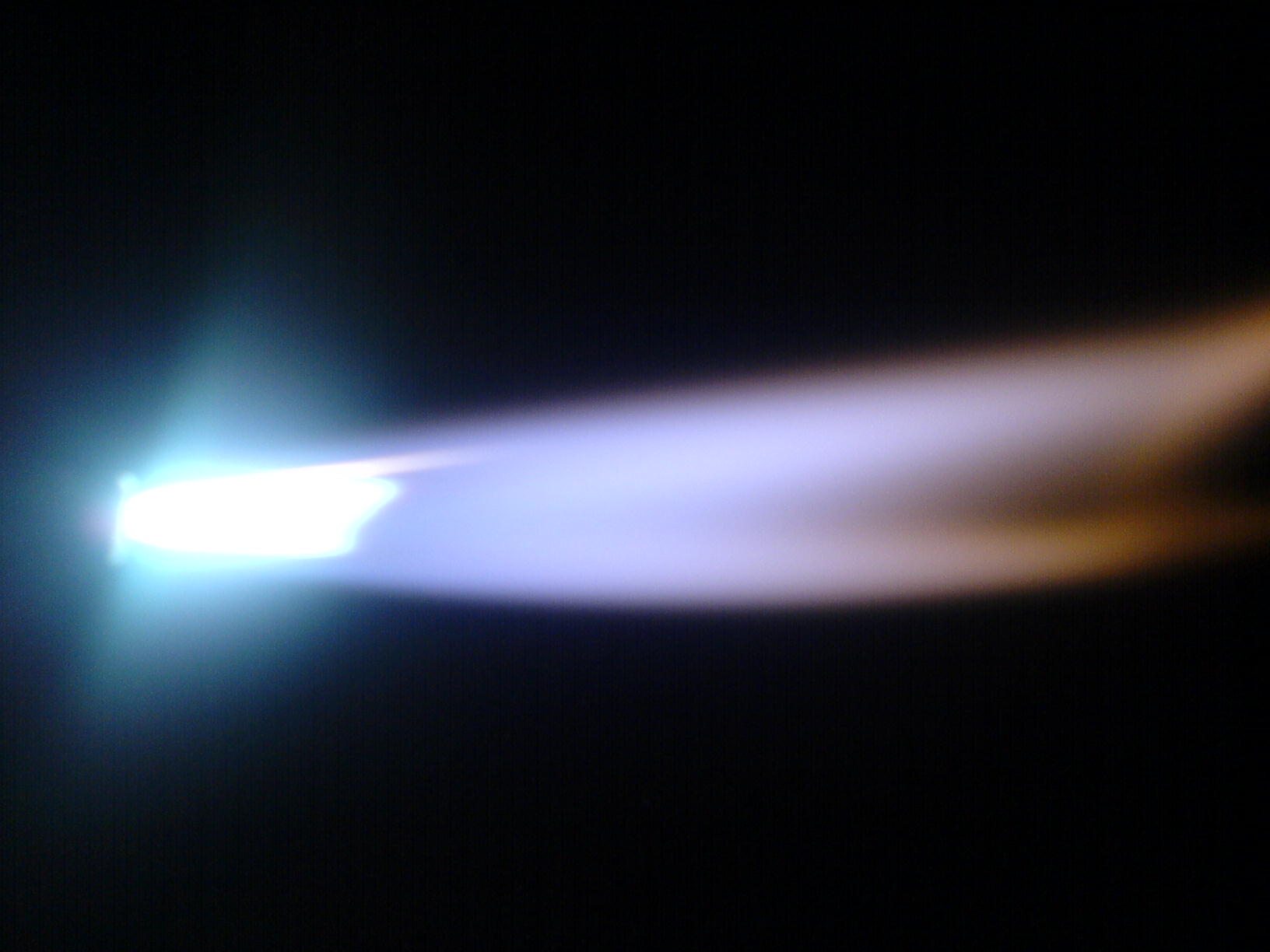
Горение ацетилена в кислороде является экзергоническим процессом, так как абсолютное значение свободной энергии Гиббса отрицательно ΔG°<<0, а константа равновесия столь велика (K>>1), что данная реакция протекает необратимо.

Экзергонические реакции (от греч. έξω — вне, наружу и  греч. έργον — работа, действие), также самопроизвольные реакции — согласно второму началу термодинамики это химические реакции, которые протекают без притока энергии извне. Величина свободной энергии таких реакций всегда отрицательна, т.е. ΔG° < 0. Большинство химических реакций, которые протекают в окружающей среде  — экзергонические, вследствие этого они являются термодинамически выгодными, в отличие от эндергонических. Примером экзергонических реакций являются процессы электролитической диссоциации, окисления и горения, сорбционные процессы, фотохимические процессы (фотодиссоциация), в живых организмах это процессы катаболизма — гликолиз, липолиз, протеолиз, окисление жирных кислот и многие другие.
Экзергонические реакции могут протекать быстро, например, процессы горения или фотодиссоциации и медленно, например, биологическое окисление. Они не зависят от времени, реакция может быть сколь угодно медленной, но тем не менее экзергонической.

## Термодинамическое описание
Экзергонические реакции происходят самопроизвольно, для них не требуются затраты энергии извне. Такие реакции протекают с уменьшением величины энергии Гиббса и если абсолютное значение ΔrG° велико, то такие реакции идут практически до конца (являются необратимыми). Константа равновесия экзергонических реакции связана со значением величины энергии Гиббса следующим уравнением (уравнение изотермы Вант-Гоффа):
{\displaystyle \Delta _{r}G^{\circ }=-RT\ln K},
откуда
{\displaystyle K=e^{-{\frac {\Delta _{r}G^{\circ }}{RT}}}},
где T — абсолютная температура, R — универсальная газовая постоянная равная 8,3144 Дж/(моль·К). Учитывая, что значение величины ΔrG° < 0, то значение константы равновесия будет больше 1.
{\displaystyle {\Delta _{r}G^{\circ }}<0\,}
{\displaystyle K>1\,}
Следовательно, направление протекания таких реакций слева направо (прямая реакция), а равновесие смещается в сторону образования продуктов реакций.

### Пример вычисления свободной энергии Гиббса и константы равновесия химической реакции
Зная стандартные значения энергий Гиббса для реагентов и продуктов реакции, можно вычислить их ΔrG° и способность к самопроизвольному протеканию. В качестве примера, рассмотрим реакцию сгорания ацетилена в кислороде. Она протекает по приведённому уравнению:
{\displaystyle {\mathsf {2C_{2}H_{2}+5O_{2}\rightarrow 4CO_{2}+2H_{2}O}}}
Ацетилен и кислород являются исходными веществами — реагентами, а образовавшиеся в результате реакции углекислый газ и водяной пар — продукты. Все участники реакции находятся в одной фазе — газообразном состоянии, примем, что парциальные давления участников равна 1.
Стандартные значения ΔG° в кДж/моль для участников реакции следующие:
- Ацетилен C2H2(г) — 208,5
- Кислород O2(г) — 0
- Углекислый газ CO2(г) — –394,38
- Водяной пар H2O(г) — –228,61.

Воспользуемся формулой для вычисления значения энергии Гиббса химической реакции:
ΔrG° = ΣniΔG°продукты – ΣniΔG°исходные реагенты.
Где ni — количество вещества участника химической реакции (исходного реагента или продукта).
Подставляем табличные значения участников реакции в формулу и вычисляем  ΔrG°:
ΔrG° = (4×(–394,38) + 2×(–228,61)) – (2×208,5 + 5×0) = –2034,74 – 417  = –2451,74 кДж/моль.
Как видно из вычисления, величина ΔrG° имеет отрицательное значение (много меньше 0), следовательно, данная химическая реакция является экзергонической.
Вычислим значение константы равновесия для данной реакции. Воспользуемся уравнением изотермы Вант-Гоффа — зависимости константы равновесия от ΔrG°:
{\displaystyle K=e^{-{\frac {\Delta _{r}G^{\circ }}{RT}}}}
Подставляем вычисленные значения ΔrG° в формулу, а также абсолютную температуру, T = 298 K (25 °C) и универсальную газовую постоянную, R = 8,314 Дж/(моль∙К):
{\displaystyle K=e^{-{\frac {-2,45174\cdot 10^{6}}{298\cdot 8,314}}}=5,8395\cdot 10^{429}}
Значение константы равновесия K — намного больше единицы, следовательно, данная реакция протекает в сторону образования продуктов реакции и равновесие смещается вправо, при этом реакция необратимая.
Критерий самопроизвольного протекания (ΔrG° < 0 и K > 1) реакции горения ацетилена в кислороде выполняется и применим к ней.

### Пример вычисления свободной энергии Гиббса и константы равновесия электрохимической реакции
В качестве примеров электрохимических реакций, рассмотрим реакцию, протекающую в медно-цинковом гальваническом элементе и окислительно-восстановительную реакцию (MnO4-/Fe2+), которая протекает на платиновом электроде.

#### Вычисление ΔrG° и K электрохимической реакции медно-цинкового элемента

Схема медно-цинкового гальванического элемента Даниэля — Якоби.

Для вычисления ΔrG° реакции, протекающей между участниками (Zn/Zn2+ и Cu/Cu2+) в гальваническом элементе, необходимо вычислить ЭДС данного процесса. ЭДС гальванического элемента равна разности электродных потенциалов катода и анода:
{\displaystyle {\mathcal {E}}=E_{K}-E_{A}}, (1)
гдe EK — электродный потенциал катода (+), EA — электродный потенциал анода (-).
Если условия протекания реакции являются стандартными (a = 1 моль/л, T = 298 K, P = 101325 Па), то ЭДС вычисляется как разность стандартных электродных потенциалов катода и анода:
{\displaystyle {\mathcal {E}}^{\ominus }=E_{K}^{\ominus }-E_{A}^{\ominus }}, (1а)
Если ЭДС гальванического элемента положительна {\displaystyle {\mathcal {E}}>0}, то реакция (так, как она записана в элементе) протекает самопроизвольно. Если ЭДС отрицательна {\displaystyle {\mathcal {E}}<0}, то самопроизвольно протекает обратная реакция.
Катодом в гальваническом элементе является положительный электрод (+), на котором происходит процесс восстановления окислителя, следовательно, на отрицательном электроде — аноде (-), происходит процесс окисления восстановителя. Полная токообразующая реакция, протекающая в гальваническом элементе имеет вид:
{\displaystyle {\mathsf {Zn+CuSO_{4}\rightarrow Cu+ZnSO_{4}}}}
или в ионной форме:
{\displaystyle {\mathsf {Zn+Cu^{2+}\rightarrow Cu+Zn^{2+}}}}.
Зная стандартные электродные потенциалы участников реакции, определим, кто является катодом и анодом в данном гальваническом элементе. Для окислительно-восстановительной пары (Cu/Cu2+) стандартный электродный потенциал Eo = 0,337 В, для (Zn/Zn2+) Eo = -0,763 В. Электродный потенциал ОВ-пары  (Cu/Cu2+), больше электродного потенциала ОВ-пары (Zn/Zn2+), следовательно, катодом будет являться ОВ-пара с бо́льшим значением электродного потенциала, а анодом — с меньшим. В медно-цинковом элементе происходят следующие окислительно-восстановительные полуреакции:
К (+) Cu2+ + 2e → Cu0, Eo = 0,337 В
А (-) Zn0 - 2e → Zn2+, Eo = -0,763 В.
Схема медно-цинкового элемента:
{\displaystyle {\mathsf {Zn|Zn^{2+}||Cu^{2+}|Cu}}}
Будем считать, что активности всех участников реакции одинаковы и равны 1 моль/л, тогда Eo(Zn/Zn2+) = EA и Eo(Cu/Cu2+) = EK. Вычислим ЭДС медно-цинкового элемента по формуле (1а):
{\displaystyle {\mathcal {E}}^{\ominus }=E_{K}^{\ominus }-E_{A}^{\ominus }=0,337-(-0,763)=1,1} В.
Будем считать, что:
{\displaystyle {\mathcal {E}}^{\ominus }={\mathcal {E}}}.
Тогда, связь между ЭДС гальванического элемента и ΔrG° определяется по формуле:
{\displaystyle \Delta _{r}G^{\ominus }=-nF{\mathcal {E}}}, (2)
Где n — число электронов, участвующих в процессе; F — постоянная Фарадея, равная 96485,33 Кл·моль−1.
Вычислим  ΔrG° для медно-цинкового элемента:
{\displaystyle \Delta _{r}G^{\ominus }=-2\cdot 96485,33\cdot 1,10=-212267,726} Дж.
Связь между константой равновесия K и ЭДС гальванического элемента определяется по формуле:
{\displaystyle {\frac {{\mathcal {E}}nF}{RT}}=\ln K}, (3)
откуда
{\displaystyle K=e^{\frac {{\mathcal {E}}nF}{RT}}}. (4)
Если перейти от натурального логарифма ln на десятичный lg, то преобразованная формула (4) будет иметь следующий вид:
{\displaystyle K=10^{\frac {{\mathcal {E}}n}{0,059}}}. (5)
Вычислим K для медно-цинкового элемента, используем формулу (5):
{\displaystyle K=10^{\frac {2\cdot 1,10}{0,059}}=1,941\cdot 10^{37}}.
Значение ЭДС медно-цинкового элемента ({\displaystyle {\mathcal {E}}=1,1} В) больше нуля, а константы равновесия K — намного больше единицы, следовательно, данная реакция протекает в сторону образования продуктов реакции и равновесие смещается вправо, при этом реакция необратимая.
Критерий самопроизвольного протекания (ΔrG° < 0 и K > 1, при T = 298 K, a = 1 моль/л) электрохимической реакции, протекающей в медно-цинковом элементе выполняется и применим к ней.

#### Нестандартные условия
В случае нестандартных условий ЭДС гальванического элемента рассчитывают по уравнению Нернста:
{\displaystyle {\mathcal {E}}=E_{{ox_{1}}/{red}_{1}}^{\circ }-E_{{ox_{2}}/{red}_{2}}^{\circ }-{\frac {RT}{nF}}\ln {\frac {a{Red}_{1}^{a}}{a{Ox}_{1}^{a}}}{\frac {a{Ox}_{2}^{b}}{a{Red}_{2}^{b}}}}. (1)
Приведём пример для медно-цинкового элемента. Является ли токообразующая реакция, протекающая в медно-цинковом гальваническом элементе, самопроизвольной, если молярные концентрации участников реакции следующие c(Zn2+) = 0,01 моль/л, с (Cu2+) = 0,025 моль/л. При этом молярные концентрации ионов металлов равны молярным  концентрациям сульфат анионов c(SO42-).
Для нахождения активностей участников реакций используем формулу:
{\displaystyle a=\gamma \cdot c}, (2)
где γ — молярный коэффициент активности.
Ионная сила растворов сульфата цинка (ZnSO4) и меди (CuSO4) рассчитывается по следующей формуле:
{\displaystyle I_{c}={\begin{matrix}{\frac {1}{2}}\end{matrix}}\sum _{{\rm {i}}=1}^{n}c_{\rm {i}}z_{\rm {i}}^{2}}, (3)
где ci — молярные концентрации отдельных ионов (моль/л), zi — заряды ионов.
Для ZnSO4 (c(Zn2+) = c(SO42-)) ионная сила будет равна:
{\displaystyle I_{c}=0,5\cdot (0,01\cdot 2^{2}+0,01\cdot 2^{2})=0,04}.
Аналогично для CuSO4 (c(Cu2+) = c(SO42-)) вычислим ионную силу раствора:
{\displaystyle I_{c}=0,5\cdot (0,025\cdot 2^{2}+0,025\cdot 2^{2})=0,1}.
Значения ионной силы в обоих растворах превышают значение 0,01, поэтому для нахождения молярного коэффициента активности γ, воспользуемся вторым приближением предельного закона Дебая — Хюккеля:
{\displaystyle \lg \gamma _{i}={\frac {-A\left\vert z_{i}^{+}\cdot z_{i}^{-}\right\vert {\sqrt {I}}}{1+B\cdot a{\sqrt {I}}}}}, (4)
где при T = 298 K в воде {\displaystyle A\approx 0,512}; a — среднеэффективный диаметр ионов; B — параметр, связанный с радиусом ионной атмосферы; в воде {\displaystyle B\cdot a\approx 1}.
Для водных растворов при разных значениях температур изменения значений константы А показаны в таблице 1.
| Температура, К | Константа А, (К3 ·кг/моль)0,5 |
| -------------- | ----------------------------- |
| 298            | 0,512                         |
| 303            | 0,517                         |
| 313            | 0,528                         |
| 323            | 0,539                         |

С учётом приведённых констант и параметров формула (4) будет иметь вид:
{\displaystyle \lg \gamma _{i}={\frac {-0,512Z^{2}{\sqrt {I}}}{1+{\sqrt {I}}}}}. (4a)
Вычислим молярный коэффициент активности ионов Zn2+ и Cu2+ по формуле (4а):
{\displaystyle \lg \gamma _{Zn^{2+}}={\frac {-0,512\cdot 2^{2}\cdot {\sqrt {0,04}}}{1+{\sqrt {0,04}}}}=-0,3413}
{\displaystyle \lg \gamma _{Cu^{2+}}={\frac {-0,512\cdot 2^{2}\cdot {\sqrt {0,1}}}{1+{\sqrt {0,1}}}}=-0,4920}.
Откуда:
{\displaystyle \gamma _{i}=10^{\lg \gamma _{i}}}. (5)
Тогда:
{\displaystyle \gamma _{Zn^{2+}}=10^{-0,3413}=0,4557},
{\displaystyle \gamma _{Cu^{2+}}=10^{-0,4920}=0,3221}.
Вычислим активности ионов Zn2+ и Cu2+, воспользуемся формулой (2):
{\displaystyle a_{Zn^{2+}}=\gamma \cdot c=0,4557\cdot 0,01=4,557\cdot 10^{-3}} моль/л,
{\displaystyle a_{Cu^{2+}}=\gamma \cdot c=0,3221\cdot 0,025=8,0525\cdot 10^{-3}} моль/л.
Преобразуем формулу Нернста (1) для нахождения ЭДС элемента с учётом активностей ионов  {\displaystyle a_{Zn^{2+}}} и {\displaystyle a_{Cu^{2+}}}, перейдём от натурального логарифма к десятичному:
{\displaystyle {\mathcal {E}}=E_{K}^{\circ }-E_{A}^{\circ }-{\frac {RT}{2F}}\ln {\frac {a_{Zn^{2+}}}{a_{Cu^{2+}}}}=E_{K}^{\circ }-E_{A}^{\circ }-{\frac {0,059}{2}}\lg {\frac {a_{Zn^{2+}}}{a_{Cu^{2+}}}}}. (6)
Вычислим ЭДС гальванического элемента, используем формулу (6):
{\displaystyle {\mathcal {E}}=E_{K}^{\circ }-E_{A}^{\circ }-{\frac {0,059}{2}}\lg {\frac {a_{Zn^{2+}}}{a_{Cu^{2+}}}}=0,337-(-0,763)-{\frac {0,059}{2}}\cdot \lg {\frac {4,557\cdot 10^{-3}}{8,0525\cdot 10^{-3}}}=1,107} В.
Вычислим  ΔrG° для гальванического элемента:
{\displaystyle \Delta _{r}G^{\ominus }=-nF{\mathcal {E}}=-2\cdot 96485,33\cdot 1,107=-213618,52} Дж.
Вычислим K для медно-цинкового элемента:
{\displaystyle K=10^{\frac {{\mathcal {E}}n}{0,059}}=10^{\frac {2\cdot 1,107}{0,059}}=3,352\cdot 10^{37}}.
Как видно из расчётов, ЭДС гальванического положительна ({\displaystyle {\mathcal {E}}>0}), а значения ΔrG° < 0 и  K > 1, соответственно токообразующая реакция протекает самопроизвольно.

#### Вычисление ΔrG° и KОВР, протекающей на платиновом электроде (ОВ-элементе)
Платиновый электрод относится к инертным электродам и в окислительно-восстановительных электродах не участвует непосредственно в электродной реакции, он является посредником в передаче электронов от восстановленной формы вещества (Red) к окисленной (Ох), а также ускоряет медленно устанавливающееся электродное равновесие, то есть служит катализатором электродной реакции:
{\displaystyle {\ce {Ox + n e -> Red}}}.
Электрод погружен в раствор, в котором находятся окисленная и восстановленная формы потенциалопределяющего вещества. В качестве потенциалопределяющего вещества используем ОВ-систему, состоящую из ионов Fe2+/Fe3+ в кислой среде (H2SO4 разб.). В качестве титранта будем использовать перманганат калия. В результате добавления титранта в анализируемый раствор, будет протекать следующая ОВ-реакция:
{\displaystyle {\ce {10 FeSO4 + 2 KMnO4 + 8 H2SO4 -> 5 Fe2(SO4)3 + 2 MnSO4 + K2SO4 + 8 H2O}}}.
Или в ионной форме:
{\displaystyle {\ce {MnO4^- + 5 Fe^{2+}\ + 8 H^+ -> Mn^{2+}\ + 5 Fe^{3+}\ + 4 H2O}}}.
Составим полуреакции процессов окисления и восстановления, а также определим, какая ОВ-пара является катодом и анодом.
{\displaystyle {\ce {MnO4^- + 8 H^+ + 5e -> Mn^{2+}\ + 4 H2O}}} (восстановление).
{\displaystyle {\ce {Fe^{2+}\ - e -> Fe^{3+}}}} (окисление).
Для окислительно-восстановительной пары (MnO4-/Mn2+) стандартный электродный потенциал Eo = 1,507 В, для (Fe3+/Fe2+) Eo = 0,771 В. Электродный потенциал ОВ-пары  (MnO4-/Mn2+), больше электродного потенциала ОВ-пары (Fe3+/Fe2+), следовательно, катодом будет являться ОВ-пара с большим значением электродного потенциала, а анодом — с меньшим. Тогда, с учётом стандартных электродных потенциалов, составим схему ОВ-элемента:
К (+) MnO4- + 8H+ + 5e → Mn2+ + 4H2O, Eo = 1,507 В
А (-) Fe2+ - e → Fe3+, Eo = 0,771 В.
{\displaystyle {\mathsf {Pt|Fe^{3+},Fe^{2+}||MnO_{4}^{-},Mn^{2+}|Pt}}}
Будем считать, что активности всех участников реакции одинаковы и равны 1 моль/л, тогда Eo(Fe3+/Fe2+) = EA и Eo(MnO4-/Mn2+) = EK. Вычислим ЭДС ОВ-элемента по формуле (1а):
{\displaystyle {\mathcal {E}}^{\ominus }=E_{K}^{\ominus }-E_{A}^{\ominus }=1,507-0,771=0,736} В.
Будем считать, что:
{\displaystyle {\mathcal {E}}^{\ominus }={\mathcal {E}}}.
Вычислим  ΔrG° ОВ-элемента по формуле:
{\displaystyle \Delta _{r}G^{\ominus }=-nF{\mathcal {E}}=-5\cdot 96485,33\cdot 0,736=-355066,0144} Дж.
Вычислим K для ОВ-элемента, используем формулу:
{\displaystyle K=10^{\frac {{\mathcal {E}}n}{0,059}}=10^{\frac {5\cdot 0,736}{0,059}}=2,359\cdot 10^{62}}.
Значение ЭДС ОВ-элемента ({\displaystyle {\mathcal {E}}=0,736} В) больше нуля, а константы равновесия K — намного больше единицы, следовательно, данная реакция протекает в сторону образования продуктов реакции и равновесие смещается вправо, при этом реакция необратимая.
Критерий самопроизвольного протекания (ΔrG° < 0 и K > 1, при T = 298 K, a = 1 моль/л) ОВ-реакции в редокс-элементе выполняется и применим к ней.